# Truppensturm
Truppensturm ist eine deutsche Extreme-Metal-Band aus Aachen. Sie wurde unter dem Namen Sturmtruppen gegründet.

## Geschichte
Truppensturm wurde in der zweiten Hälfte der 1990er Jahre ursprünglich unter dem Namen Sturmtruppen gegründet. Vor der Veröffentlichung des ersten Tonträgers wurde die Band umbenannt, um nicht mit der Schweizer Band Sturmtruppen Skinheads verwechselt zu werden. Die Inspiration für den ursprünglichen Namen kam durch die satirische italienische Antikriegs-Comicstrip-Reihe Die Sturmtruppen von Franco Bonvicini.
Ursprünglich war die Band ein Soloprojekt des Bandgründers, Sängers und Gitarristen Vanguard, mit dem zweiten Album 2010 wurde mit Unterstützung von Alexander von Meilenwald (The Ruins of Beverast) und Weigand (Kermania) eine „richtige Band“ daraus.

## Hintergrund
Der Gründer und Kopf von Truppensturm, Vanguard, bezeichnet die gesamte Herangehensweise als „sehr unprofessionelle Arbeitsweise“, da er unter der Woche keine Zeit für die Band habe und die Musik sein Hobby sei – „nicht mehr und nicht weniger“.

## Stil
Stilistisch wird die Band dem „old schooligen War Black Metal“ bzw. dem 2010 „stark angesagten War Black Metal“ zugerechnet, seitens des Labels Ván Records dem Death Metal.

## Veröffentlichungen
- 2006: Truppensturm (7", Ván Records)
- 2007: Fields of Devastation (Ván Records)
- 2010: Salute to the Iron Emperors (Ván Records)
- 2014: Approaching Conflict Cover (Split mit Thorybos, Ván Records)